# Ebola-Impfstoff
Ein Ebola-Impfstoff ist ein Impfstoff gegen das Ebolavirus.

## Einsatz

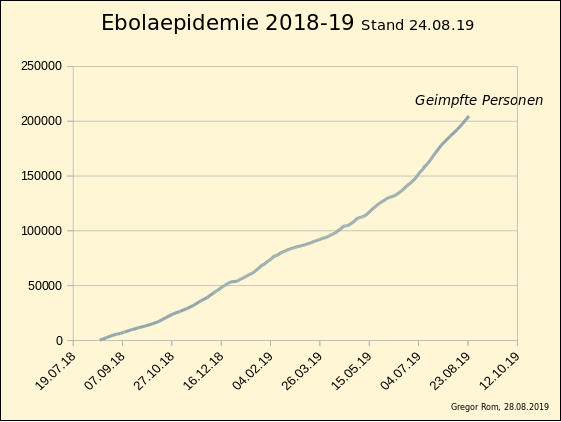
Anzahl der Impfungen im Ostkongo mit dem Impfstoff rVSV-ZEBOV (8/2018–7/2019)

Vor 2014 wurden verschiedene experimentelle Impfstoffe durch Impfstoffdesign entwickelt, die zwar in Tierversuchen vor einer Infektion mit Ebolaviren schützten, bei denen jedoch keine Arzneimittelzulassung erfolgt war. Im Zuge der Ebolafieber-Epidemie 2014 bis 2016 wurden die Zulassungsverfahren für verschiedene Ebolaimpfstoffe und Medikamente beschleunigt.
Die Weltgesundheitsorganisation schrieb in einer Stellungnahme, dass es im Zuge der Ebolafieber-Epidemie 2014 ethisch akzeptabel sei, präventive oder therapeutische Arzneimittel ohne Nachweis der Wirksamkeit im Menschen bei ebendiesen einzusetzen, wenn in Tierversuchen vielversprechende Ergebnisse gezeigt werden konnten.
Während der Ebolafieber-Epidemie 2018 bis 2020 im Osten der Demokratischen Republik Kongo wurde am 8. August 2018 mit einer groß angelegten Impfkampagne begonnen. Seit Beginn dieser Kampagne wurden (Stand 18. Dezember 2018) 49.940 Menschen mit dem Ebola-Impfstoff versorgt, darunter alleine 19.120 in der Stadt Beni. Verwendet wird nach Entscheidung einer Ethikkommission ausschließlich der Impfstoff rVSV-ZEBOV der Firma MSD. Die in Studien ermittelte Effektivität schwankte für den zehnten Tag nach Impfung zwischen 97,5 und 100 %.

## cAd3-ZEBOV
Der Impfstoffkandidat cAd3-ZEBOV ist ein replikationskompetentes Schimpansen-Adenovirus, das auch das Glykoprotein (GP) des Zaire-Ebolavirus codiert.

## rVSV-ZEBOV
Der Impfstoff rVSV-ZEBOV basiert auf dem Vesikulären Stomatitis-Virus (VSV) und codiert ebenfalls das Glykoprotein des Zaire-Ebolavirus. Er wurde unter den Namen Ervebo der Firma MSD Ende November 2019 in Europa (zunächst unter Vorbehalt, ab 2020 uneingeschränkt) und Ende Dezember 2019 in den USA zugelassen.

## AdVac und MVA-BN
Ein Kombinationsimpfung aus zwei Impfstoffkandidaten (basierend auf Adenoviren und Vacciniaviren) wurde von Janssen Pharmaceutica, einer Tochterfirma von Johnson & Johnson, in Zusammenarbeit mit Bavarian Nordic entwickelt. Sie ist seit Juli 2020 in Europa als Zabdeno/Mvabea (Ad26.ZEBOV/MVA-BN-Filo) zugelassen.

## VSV-EBOV/Ad5-EBOV
Als GamEvac-Combi (russisch: ГамЭвак-Комби) ist in Russland ein kombinierter Vektorimpfstoff zugelassen, der auf zwei rekombinant hergestellten, replizierenden viralen Vektoren basiert, in die der genetische Code für ein Glykoprotein (GP) in der Hülle des Zaire-Ebolavirus (ZEBOV, Variante Makona) eingesetzt wurde. Als Trägerviren fungieren ein abgeschwächter Vesikulärer Stomatitis-Virus (VSV) und ein humaner Adenovirus vom Typ-5 (Ad5). GamEvac-Kombi wurde vom staatlichen Gamaleja-Institut für Epidemiologie und Mikrobiologie entwickelt und erhielt im Dezember 2015 vom russischen Gesundheitsministerium eine Notfallzulassung, die auf klinischen Daten der Phasen I und II zu Sicherheit und Immunogenität basierte.
Das Impfschema beinhaltet zwei intramuskuläre Verabreichungen beginnend mit einer Prime-Immunisierung mit VSV, gefolgt von einer Booster-Immunisierung mit Ad5 nach 21 bis 28 Tagen.

## rVSVΔG-SUDV-GP
Durch die International AIDS Vaccine Initiative (IAVI), ein öffentlich-private Partnerschaft, wird der Impfstoffkandidat IAVI C108 entwickelt. Es ist ein monovalentes Vakzin, das VSV-Trägerviren nutzt. Kodiert hat es das Glykoprotein des Ebolastammes „Sudan“ (VSV-SUDV) und richtet sich daher gegen diese Variante. 2025 wurde eine klinische Studie in Uganda initiiert, dort hat es einen entsprechenden Ebola-Ausbruch gegeben.